# Cacaolat

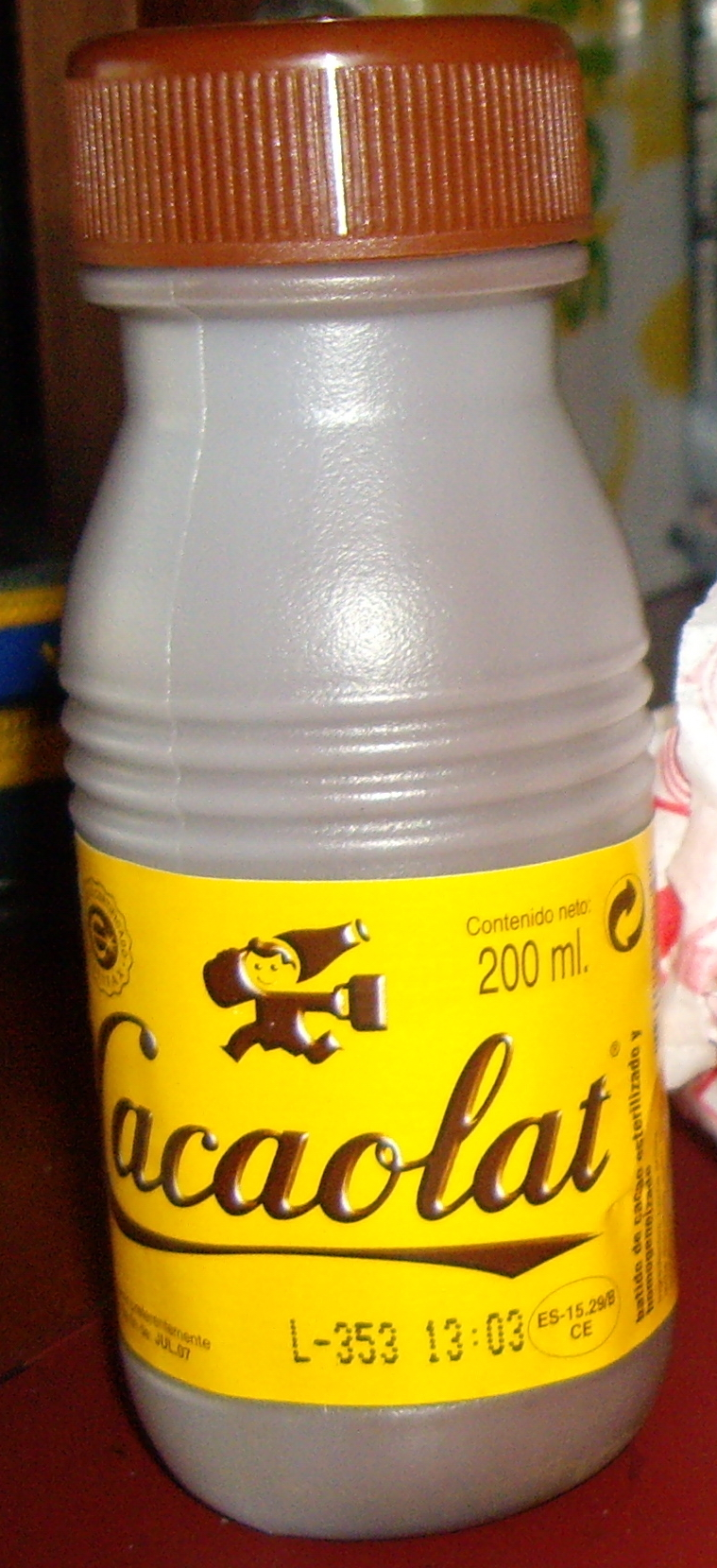
Een flesje Cacaolat

Cacaolat is een Catalaans merk van batidos (milkshake). Na het faillissement van de vorige eigenaar in 2011 is het voor bijna 50% eigendom van de bierbrouwerij Damm. Een vergelijkbaar percentage is in handen van Coca-Cola-bottelaar Cobego. De fabriek ervan staat in de Catalaanse gemeente Santa Coloma de Gramenet, deel van de agglomeratie Barcelona.
Cacaolat was in 1931 de eerste industrieel geproduceerde batido. Het merk richt zich voornamelijk op de Catalaanse markt, maar is ook in de rest van Spanje ruim verkrijgbaar. De voornaamste smaak is cacao en deze variant lijkt op chocolademelk. Cacaolat is verder ook verkrijgbaar in de smaken vanille en aardbei.